# Toukoro (Ouo)
Pour les articles homonymes, voir Toukoro.
Toukoro est un village du département et la commune rurale d'Ouo, situé dans la province de la Comoé et la région des Cascades au Burkina Faso.

## Géographie
Le village de Toukoro, situé à un km à l'ouest d'Ouo, est pratiquement devenu un quartier du chef-lieu du département (Ouo).